# Batalla de Girolata
La batalla de Girolata fue un combate naval que enfrentó a una flota hispano-genovesa contra otra otomana el 15 de junio de 1540 en el golfo de Girolata, situado en la costa oeste de la isla de Córcega. El enfrentamiento se produjo en el contexto de la guerra por el control del mar Mediterráneo entre el emperador Carlos V y el sultán Solimán el Magnífico.
Una escuadra cristiana de veintiuna galeras lideradas por el genovés Gianettino Doria y el español Berenguer de Requesens sorprendió a un escuadrón otomano formado por once galeras que estaban ancladas en Girolata bajo mando del almirante otomano Dragut, a quien el comandante de la armada otomana, Jeireddín Barbarroja, había encargado la misión de atacar la costa italiana después de sus victorias en el mar Adriático el año anterior. Debido a que la tripulación de las naves otomanas estaba en tierra repartiéndose el botín de sus últimos saqueos, la flota hispano-genovesa los derrotó rápidamente, capturando sus once galeras y haciendo 1200 prisioneros, entre ellos al propio Dragut, que fue trasladado a Génova y condenado junto a sus capitanes a remar en galeras como un galeote.

## Contexto histórico

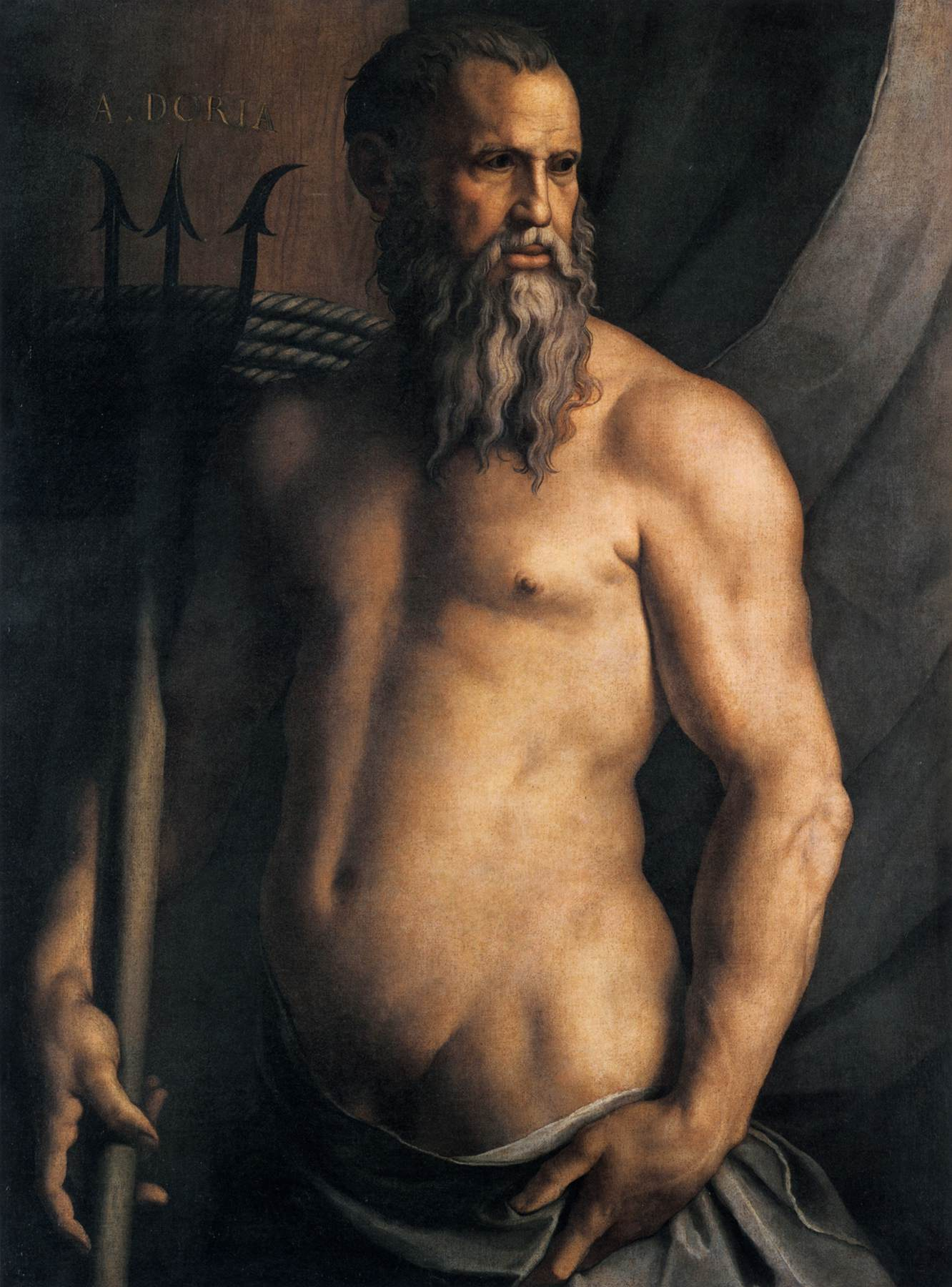
Andrea Doria caracterizado como el dios Neptuno, en un retrato de Agnolo Bronzino.

En 1538 la flota otomana, liderada por Jeireddín Barbarroja, asestó un golpe decisivo a la Liga Santa cristiana formada por el papa Paulo III derrotando a su flota en la batalla de Préveza, frente a la costa griega de Epiro, y tomando Castelnuovo. Sin embargo, en 1540 Solimán estaba preparando una campaña terrestre en Hungría y la armada otomana estaba falta de medios y no podía realizar grandes operaciones. Entonces, Barbarroja envió al Mediterráneo occidental al líder de su escuadrón de exploración, Turgut Reis, conocido como Dragut, con la misión corsaria de atacar y saquear las costas italianas así como de interferir en las rutas comerciales españolas. Dragut comenzó su tarea capturando cinco galeras venecianas frente a la isla de Paxoí, cerca de Corfú. Los venecianos no pudieron tomar represalias porque firmaron un tratado de paz con el sultán poco después.
En respuesta a la amenaza otomana, el gran almirante de Carlos V, Andrea Doria, reunió una flota de unas ochenta galeras en el puerto de Mesina con la intención de limpiar el Mediterráneo occidental de corsarios otomanos. Siguiendo el ejemplo de Pompeyo en su guerra contra los piratas cilicios, dividió a su flota en cinco escuadrones a los que asignó diferentes zonas de patrulla. El propio Andrea Doria navegó desde Mesina a Túnez a finales de abril al frente de 55 galeras esperando sorprender a Dragut en su base de la isla de Yerba. Sin embargo, el lugarteniente de Barbarroja se había movido más rápido. El almirante genovés envió a su pariente Erasmo Doria a proteger las islas Baleares con diez galeras, a su sobrino Gianettino Doria y Berenguer de Requesens a patrullar en Córcega y Cerdeña con veintiuna galeras, a Fadrique de Toledo a defender el golfo de Nápoles con otras once y al conde de Anguillara, ayudado por los Caballeros de Malta, a proteger Sicilia con diecisiete naves.
Fue el escuadrón de Gianettino y Requesens el que encontró las galeras de Dragut. A las naves otomanas las habían visto primero frente a Bonifacio y después, cuando Dragut atacó la isla de Capraia, el disparo de sus cañones pudo oírse a bordo de las galeras cristianas. Los pescadores que huyeron de Dragut avisaron a Doria y Requesens de que el almirante otomano había navegado hasta Cap Corse y que después había fondeado en el golfo de Girolata.

## Batalla

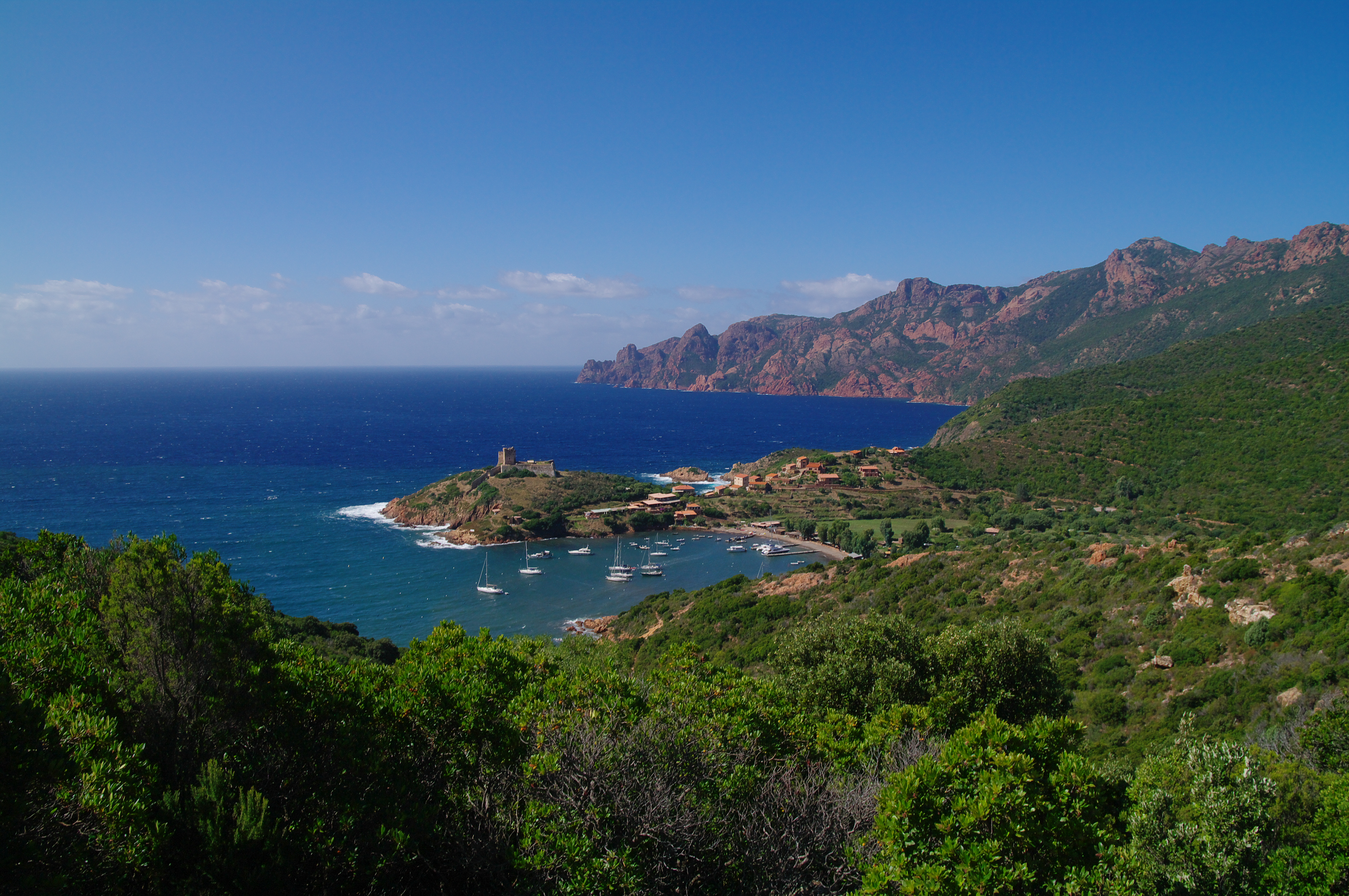
El golfo de Girolata, Córcega.

El escuadrón otomano había anclado en el golfo de Girolata para repartir el botín de su último ataque. Dragut había elegido el lugar porque estaba deshabitado y alejado de las rutas habituales de navegación. Por ello, no dejó ninguna galera protegiendo la entrada del golfo. Al llegar a las aguas cercanas, Gianettino Doria envió a su familiar Giorgio Doria al frente de seis galeras para identificar a las naves allí fondeadas. Los relatos sobre el desarrollo de la batalla son diversos. Según Cesáreo Fernández Duro y Julien de la Gravière, los marineros y soldados otomanos estaban en tierra, durmiendo bajo los árboles o comiendo, cuando la llegada de los cristianos los tomó por sorpresa. En el relato de De La Gravière, seiscientos otomanos huyeron hacia los montes cercanos antes de que comenzara ningún combate y Dragut apenas tuvo tiempo para embarcar y disparar una única andanada antes de que los españoles y genoveses abordaran sus galeras. Con los primeros disparos, muchos de sus hombres, ya fueran turcos, moros o cristianos renegados, saltaron por la borda y escaparon tierra adentro.
Alberto Guglielmotti ofrece un relato más detallado de la batalla. Según este historiador, Dragut y sus tripulantes tuvieron tiempo de embarcar al ver a los barcos de reconocimiento que enviaron los cristianos y, tras dejar atrás dos galeras para proteger el botín, salieron para combatir a las fuerzas de Giorgio Doria con nueve galeras. Esperando luchar en superioridad numérica, Dragut se metió en la emboscada tendida por Doria y Requesens, cuyas quince galeras restantes aparecieron desde el oeste aprovechando el barlovento. En ese momento, el almirante otomano trató de huir virando sus naves, pero como las galeras cristianas se acercaban por popa, decidió abrirse camino entre ellas. Sin embargo, en ese momento un único disparo de cañón desde la galera de Gianettino le infligió daños importantes a su buque insignia, que estuvo a punto de hundirse. Viendo imposible la escapatoria, la mayoría de marineros y soldados otomanos saltaron por la borda para nadar hasta la playa y salvarse huyendo tierra adentro.

## Repercusiones
La flota cristiana capturó once galeras otomanas, dos de las cuales eran las venecianas Moceniga y Bibiena que los otomanos habían apresado en la batalla de Préveza. También hicieron 1200 prisioneros de guerra y liberaron 1200 galeotes cristianos. Dragut fue capturado con vida. Enfurecido por haberse dejado vencer y apresar por un joven como Gianettino Doria, insultó a su captor. El almirante otomano fue llevado a Génova y condenado a remar en galeras. Según el historiador francés del siglo XVI Pierre de Brantôme, al encontrar como galeote al antiguo lugarteniente de Barbarroja, Jean Parisot de La Valette, futuro Gran Maestre de la Orden de Malta, le dijo: «Señor Dragut, ¡usanza de guerra!», a lo que el otomano contestó: «Y mudanza de fortuna». A principios de 1541, Barbarroja pagó el rescate para liberar a Dragut, el cual ascendió a 3500 ducados. Aunque luego lo consideró un error, Doria consintió la liberación de Dragut para ganarse un favor en el caso de que uno de sus sobrinos cayera en manos otomanas.
Aprovechando la derrota de Dragut, Andrea Doria zarpó de Mesina ese mismo verano al frente de 51 galeras y más de 30 galeotas y fustas, a bordo de las cuales iban catorce compañías de infantería española lideradas por García de Toledo Osorio, virrey de Sicilia. Atacaron posiciones otomanas en Túnez y conquistaron las fortalezas de Monastir, Susa, Hammamet y Kélibia, que luego devolvieron al rey háfsida Mohammed V. La campaña corsaria de Barbarroja fue puesta a prueba de nuevo cuando el 1 de octubre de ese año los corsarios turcos fueron derrotados otra vez por los navíos cristianos en la batalla de la isla de Alborán, en el estrecho de Gibraltar.